# Santa Bárbara, Puebla
Santa Bárbara är en ort i Mexiko.   Den ligger i kommunen Olintla och delstaten Puebla, i den sydöstra delen av landet, 170 km öster om huvudstaden Mexico City. Santa Bárbara ligger 827 meter över havet och antalet invånare är 122.
Terrängen runt Santa Bárbara är kuperad. Runt Santa Bárbara är det ganska tätbefolkat, med 104 invånare per kvadratkilometer. Närmaste större samhälle är Olintla, 0,58 km söder om Santa Bárbara. Omgivningarna runt Santa Bárbara är en mosaik av jordbruksmark och naturlig växtlighet.